# Бомилкар (суфет)
Вижте пояснителната страница за други личности с името Бомилкар.
Бомилкар (Bomilcar) е картагенски суфет и командир във Втората пуническа война през 3 век пр.н.е.
Той се жени за една от трите по-големи сестри на Ханибал и е баща на Ханон.